# Roger Nkembe Pesauk
Roger Nkembe Pesauk mort le 20 juin 2022,est un artiste, musicien, producteur et arrangeur camerounais connu pour avoir fondé le groupe Rrum-Tah.

## Biographie

### Enfance, éducation et débuts
Roger Nkembe Pesauk est originaire du village Bandenkop dans la région de l'Ouest du Cameroun.

### Carrière
Considéré comme grande figure de la musique camerounaise, Roger Nkembe Pesauk est un artiste aux multiples casquettes : il est producteur, arrangeur, interprète, auteur et compositeur. Il est connu pour être l'auteur de l'hymne de la CAN qui a accompagné les lions indomptables en 1986,.  Roger Nkembe Pesauk est le fondateur du groupe les "Rrum-Tah" (Pam Pam Pé) popularisé par la télévision naissante au Cameroun. Il fonde le label Soyoko, populaire dans les années 1990,. Il détecte et met en lumière de nouveaux talents tels que Celia, Rachel Mimbo ou Yolanda Ambiana,. 

## Vie privée
Roger Nkembe Pesauk est pasteur. Il est le père de Ahri Yell Nkembe Pesauk, une des chanteuses du groupe Rrum-Tah,.

## Discographie
- 1986 : musique de la CAN 1986[7]
- 1980-1990 : dans le cadre de son groupe Rhum-Tah, la chanson populaire Bam bam bé[7]
- 1990-1994 : plusieurs tubes à succès